# Peter Candid

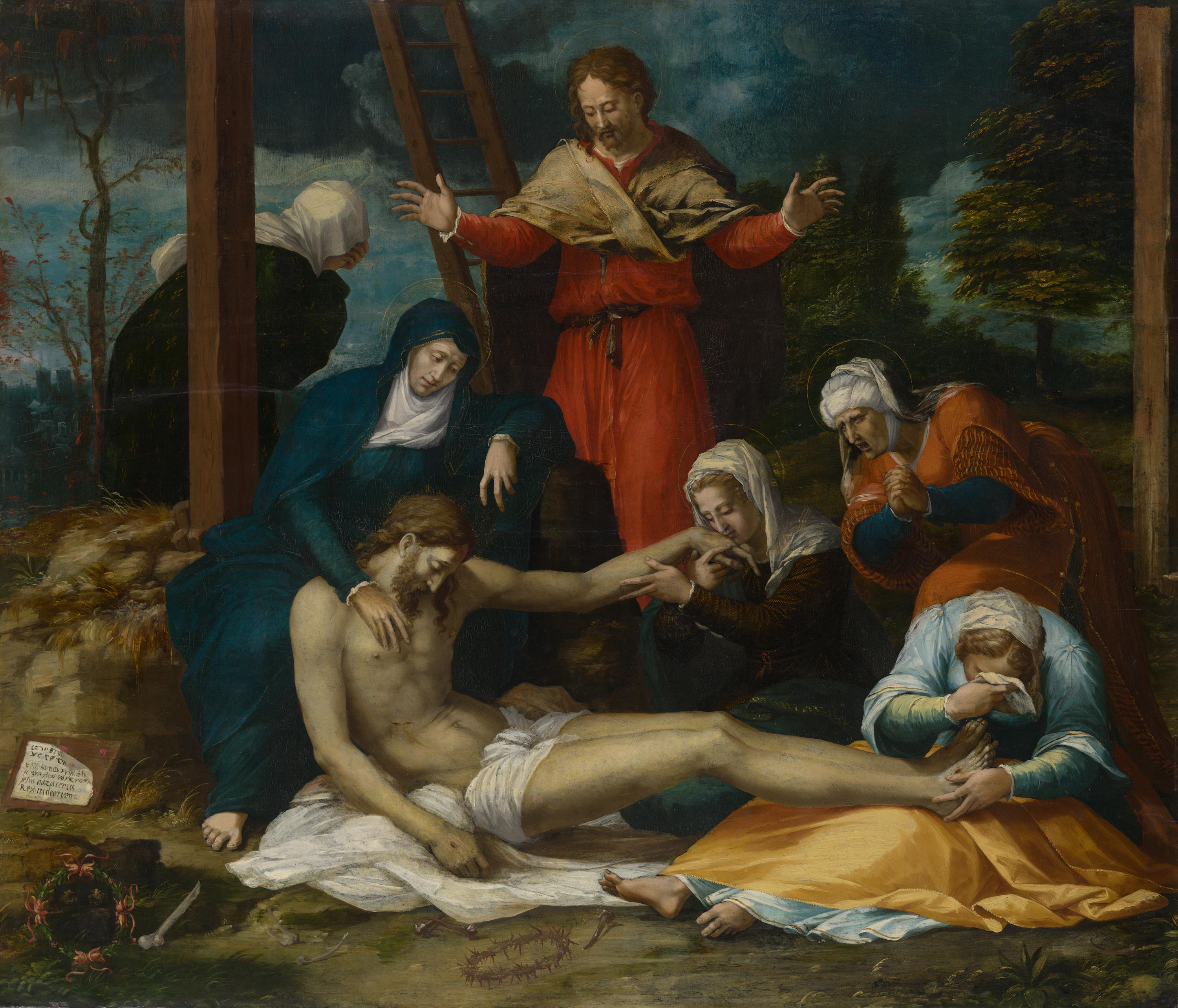
Lamentação do Corpo de Cristo

Peter de Witte, conhecido na Itália como Pietro Candido e na Baviera como Peter Candid  (c. 1548 - 1628) foi um pintor maneirista, designer de tapeçarias e desenhista flamengo, ativo em Itália e na Baviera. Foi artista na Casa dos Médici em Florença e na corte bávara do Guilherme V da Baviera e do seu sucessor Maximiliano I em Munique.
Candid nasceu em Bruges e mudou-se com os seus pais para Florença aos 10 anos de idade. Seu pai, Elias, era um tecelão de tapeçaria contratado pela recém-inaugurada oficina de tecelagem dos Médicis, a Arazzeria Medicea, dirigida pelo mestre flamengo Jan Rost.
Peter começou a sua aprendizagem em Itália no início da década de 1560, sob a orientação de um mestre desconhecido. Foi membro da Academia das Artes do Desenho, uma prestigiada academia de artistas de Florença, cujos membros incluíam Michelangelo Buonarroti, Lazzaro Donati, Agnolo Bronzino, Benvenuto Cellini e outros O biógrafo flamengo do século XVI Karel van Mander, que conheceu Candid quando este visitou Itália, contou que Candid trabalhou com Giorgio Vasari na Sala Regia do Palácio Apostólico do Vaticano e na cúpula da Catedral de Florença.
Em 1586, foi chamado à corte ducal de Munique por recomendação do escultor Giambologna, outro artista flamengo que trabalhava em Itália e com quem Candid estava intimamente ligado. Foi o primeiro pintor da corte de Guilherme V da Baviera da Baviera e, mais tarde, de Maximiliano I da Baviera. Candid trabalhou em vários ciclos de frescos em numerosos edifícios, incluindo o Antiquarium e a Sala de Estado do palácio ducal da Residência de Munique e a Sala de Estado no Castelo de Schleissheim e fez os desenhos para os tetos do Goldener Saal na Augsburger Rathaus . Foi também negociante de arte e manteve relações comerciais com Philipp Hainhofer, comerciante, banqueiro, diplomata e colecionador de arte em Augsburgo, conhecido, entre outras coisas, pelos seus gabinetes de curiosidades.
Foi professor de Johann Ulrich Loth e morreu em Munique.
Realizou muitos afrescos e pinturas a óleo na Itália e fez também desenhos de tapeçarias e outras obras para Cosimo I de' Medici, Grão-Duque da Toscana. O seu estilo em Florença foi influenciado pela escola de Miguel Ângelo, embora estivesse mais próximo de Bronzino e Alessandro Allori do que de Vasari. A sua obra mostra também a influência da tradição flamenga.